# Freek Witte
Freek Witte (24 novembre 1934 – 24 agosto 2017) è stato un cestista olandese.

## Carriera
Con i Paesi Bassi ha disputato due edizioni dei Campionati europei (1963, 1967).